# Palaemnema bilobulata
Palaemnema bilobulata – gatunek ważki z rodziny Platystictidae.